# Masanao Abe
Masanao Abe (en japonés: 安 部 正 真), nacido en el año 1967 es un astrónomo japonés.
Originario de la Prefectura de Kanagawa, se graduó en física en el año 1990 en la Universidad de Tokio. En el año 1994 se convirtió en asistente en el ISAS (Instituto de Ciencia Espacial y Astronáutica). Desde el año 2008 es profesor asociado de la JAXA.
Contribuyó al desarrollo del espectrómetro de radiación de infrarrojos de la sonda Hayabusa.
| (73827) Nakanohoshinokai | 12 de enero de 1996   |
| (100267) JAXA            | 14 de octubre de 1994 |

El Centro de Planetas Menores le acredita el descubrimiento de dos asteroides, llevado a cabo entre los años 1994 y 1996, con la colaboración de Isao Sato y Hiroshi Araki.
El asteroide (8926) Abemasanao está dedicado en su honor.